# 徐家店站
徐家店站，曾称海阳站，位于中华人民共和国山东省烟台市海阳市徐家店镇，是蓝烟铁路上的火车站，建于1955年，济南铁路局管辖。

## 車站周邊
- 徐家店镇农贸市场
- 海阳市人民法院徐家店法庭
- 海阳市工商行政管理局徐家店工商所
- 徐家店镇政府
- 徐家店镇司法所
- 徐家店国税局
- 中国农业银行海阳徐家店分理处
- 海阳市农村商业银行

## 业务办理
办理旅客乘降，行李包裹托运业务。货运业务办理整车到发。危险货运办理农药，化肥到发。

## 歷史
- 建于1955年。
- 2018年11月1日由海阳站更名为徐家店站。

## 外部連結
- 中国铁路客户服务中心 （页面存档备份，存于）